# LHTEC T800
The Light Helicopter Turbine Engine Company T800 é um motor de turbina para aplicações de asa rotativa, e é produzido pela LHTEC, uma joint venture entre a Rolls-Royce e a Honeywell. A versão comercial e de exportação é o CTS800. O motor foi desenvolvido principalmente para  o Exército dos Estados Unidos, a fim de equipar o RAH-66 Comanche, helicóptero de reconhecimento armado, mas tem encontrado uso em outras aplicações.

## Aplicações
- AgustaWestland Super Lynx 300 (CTS800-4N)
- AgustaWestland AW159 Lynx Wildcat (CTS800-4N)
- AgustaWestland Lynx Mk95A (CTS800-4N)
- Ayres LM200 Loadmaster (LHTEC CTP800-4T) (aircraft not built)
- RAH-66 Comanche (cancelled)
- ShinMaywa US-2 (CTS800-4K) - boundary layer compressor drive
- Sikorsky X2 (T800-LHT-801)
- TAI/AgustaWestland T-129 (CTS800-4A)

## Especificações
| Motor        | Potência (shp) | SFC (lb/hr/shp) | Overall Pressure Ratio | Mass Flow (lb/s) | Basic Engine Weight (lb) | Length (in) |
| ------------ | -------------- | --------------- | ---------------------- | ---------------- | ------------------------ | ----------- |
| T800-LHT-801 | 1563           | ~0.459          | 15                     | 10               | 315                      | 31.5        |
| CTS800-4N    | 1362           | ?               | 15                     | 7.2              | 374                      | 48          |